# Jonathan Duhamel
Jonathan Duhamel (Boucherville, 24 agosto 1987) è un giocatore di poker canadese, campione del mondo nel 2010.

## Biografia
Duhamel ottiene il suo primo piazzamento a premio in uno dei principali circuiti all'EPT di Praga 2008, mentre i primi piazzamenti a premio alle World Series of Poker arrivano nel 2010 negli eventi "$1.500 No Limit Hold'em Six Handed" e "$2.500 No Limit Hold'em"..
Il 9 novembre 2010, Duhamel trionfa nel Main Event delle WSOP 2010, sconfiggendo in heads-up lo statunitense John Racener e vincendo il primo premio d $8.944.138; la mano finale fu: A♠ J♥ per Duhamel contro K♦ 8♦ di Racener con board: 4♣ 4♦ 9♠ 6♣ 5♣. Con la vittoria, diviene il primo canadese della storia a laurearsi campione del mondo alle WSOP.
La vittoria nel Main Event delle World Series of Poker assieme ad altri ottimi piazzamenti nei tornei successivi, come la vittoria nel "€10,000 + 300 High Roller No Limit Hold'em", lo portano ad entrare a far parte del Team PokerStars Pro.
Nel 2012 si contraddistingue nel "PokerStars Caribbean Adventure" arrivando al tavolo finale in quattro eventi differenti tra cui la vittoria nel "$5.000 + 250 No Limit Hold'em - 8 Max" per un premio da $239.830. Gli altri piazzamenti sono il secondo posto nel "$25.000 + 500 No Limit Hold'em 8 Max - High Roller" per un premio da $634.550, il quarto posto nel "$100.000 No Limit Hold'em - Super High Roller Event" per $313.600 ed il quinto posto nel "$5,000 + 200 No Limit Hold'em - 8 Max Turbo" per $17.990..
Alle World Series of Poker 2015, Duhamel vince il secondo braccialetto della sua carriera, trionfando nell'evento "$111.111 No Limit Hold'em High Roller for One-Drop" conquistano il primo premio da $3.989.985.
Al 2015, le vincite di Jonathan Duhamel nei soli tornei ammontano ad oltre $16.800.000.

## Braccialetti WSOP
| Anno | Torneo                                             | Premio     |
| ---- | -------------------------------------------------- | ---------- |
| 2010 | $10.000 World Championship - No Limit Hold'em      | $8.944.310 |
| 2015 | $111.111 No Limit Hold'em High Roller for One-Drop | $3.989.985 |
| 2015 | WSOPE High Roller No Limit Hold'em                 | €554.395   |